# 大王乡
大王乡是中国陕西省渭南市临渭区下辖的一个乡。

## 行政区划
大王乡下辖以下行政区：
大王村、蔡脑村、张湾村、北坡村、苌沟村、肖底村、马泉村、牛寺庙村、曹庄村、白岩寺村、刘才沟村、高湾村、惠沟村、三官庙村、姚湾村、东骆村、张村、老牛坡村、胡寨村、柳沟村、陈坡村、北庄村、南庄村